# Stenacapha hamiltoni
Stenacapha hamiltoni är en snäckart som först beskrevs av Cox 1868.  Stenacapha hamiltoni ingår i släktet Stenacapha och familjen Charopidae. Inga underarter finns listade i Catalogue of Life.